# Distretto di Checca
Il distretto di Checca è uno degli otto distretti della provincia di Canas, in Perù. Si trova nella regione di Cusco.